# Артросиндесмология
Артросиндесмоло́гия (лат. arthrosyndesmologia, от др.-греч. ἄρθρον — сустав, σύνδεσμος — связка, λόγος «учение, наука») — раздел анатомии, изучающий соединение костей. Соединения костей являются частью опорно-двигательного аппарата, они удерживают кости друг около друга и обеспечивают бо́льшую или меньшую их подвижность при различных движениях. Соединения костей обладают прочностью и упругостью.

## Классификация соединений костей
Соединения костей являются частью опорно-двигательного аппарата, они удерживают кости друг возле друга и обеспечивают их подвижность при различных движениях.
Все соединения костей делят на три большие группы:
- непрерывные соединения (синдесмозы, синхондрозы и синостозы),
- гемиартрозы (симфизы),
- диартрозы (суставы).

### Непрерывные соединения костей
Непрерывные соединения костей образованы различными видами соединительной ткани, расположенной между соединяющимися костями. К непрерывным относят фиброзные, хрящевые и костные соединения. В свою очередь, к фиброзным соединениям (лат. junctura fibrosa) относят швы, синдесмозы и зубоальвеолярные соединения («вколачивания»). Швами (лат. suturae) называют соединения в виде тонкой соединительнотканной прослойки между костями черепа. В зависимости от формы соединяющихся костных краев различают плоские, зубчатые и чешуйчатые швы. Плоский (гармоничный) шов (лат. sutura plana) имеется между костями лицевого отдела черепа, где соединяются ровные края костей. Зубчатые швы (лат. suturae serratae), характеризуются изрезанностью соединяющихся костных краёв, располагаются между костями мозгового отдела черепа. Примером чешуйчатого шва (лат. sutura squamosa) является соединение чешуи височной кости с теменной костью. Швы служат зонами роста костей. Швы являются также зонами амортизации при толчках и сотрясениях во время ходьбы и при прыжках. После 40—50 лет многие швы начинают зарастать (синостозируются). Преждевременное зарастание швов ведёт к деформации, асимметрии черепа.

#### Синартрозы (синдесмозы,синостозыисинхондрозы)
Синдесмозы представляют собой соединения костей посредством связок и межкостных мембран. Связки (лат. ligamenta) в виде толстых пучков волокнистой соединительной ткани соединяют соседние кости. Связки укрепляют суставы, направляют и ограничивают движения костей. Большинство связок образовано коллагеновыми волокнами. Жёлтые связки, построенные из эластических волокон, соединяют дуги соседних позвонков. Межкостные перепонки (мембраны) натянуты, как правило, между диафизами трубчатых костей. Эти мембраны прочно удерживают длинные трубчатые кости друг возле друга и часто служат местом прикрепления мышц.

### Гемиартрозы (симфизы)
К симфизам (лат. symphysis), — переходным соединениям — относятся фиброзные или хрящевые соединения, в толще которых имеется небольших размеров полость в виде узкой щели. Такое соединение снаружи не покрыто капсулой, а внутренняя поверхность щели не выстлана синовиальной оболочкой. Переходные соединения могут быть укреплены (усилены) межкостными связками. В этих соединениях возможны небольшие смещения сочленяющихся костей относительно друг друга. Симфизы встречаются в грудине — симфиз рукоятки грудины, в позвоночном столбе — межпозвоночные симфизы и в тазу — лобковый симфиз.

### Диартрозы (суставы)
Суставы являются прерывными соединениями костей, для которых характерно наличие покрытых хрящом суставных поверхностей, суставной капсулы, суставной полости, содержащей синовиальную жидкость. В некоторых суставах есть дополнительные образования в виде суставных дисков, менисков или суставной губы. Также суставы обеспечивают «сгибание» и «разгибание» костей.

## Биомеханика суставов
Объём движений в суставах определяется в первую очередь формой и величиной суставных поверхностей, а также их соответствием друг другу (конгруэнтность). Величина подвижности суставов зависит также от натяжения суставной капсулы и связок, укрепляющих сустав, от индивидуальных, возрастных и половых особенностей.

## Заболевания суставов
Большинство болезней суставов (артропатии) почти всегда протекает с той или иной степенью воспаления, такие заболевания называются артритами. Выделяют несколько групп артритов:
- Инфекционные
- Аутоиммунные
- Метаболические
- Дистрофические.

Кроме того, клиническое значение имеют дефекты развития суставов. В суставах развиваются также и опухоли. Синовиома — опухоль, растущая в синовиальных оболочках суставов и в сухожильных влагалищах. Может быть как доброкачественной, так и злокачественной.